# Onzième amendement de la Constitution des États-Unis

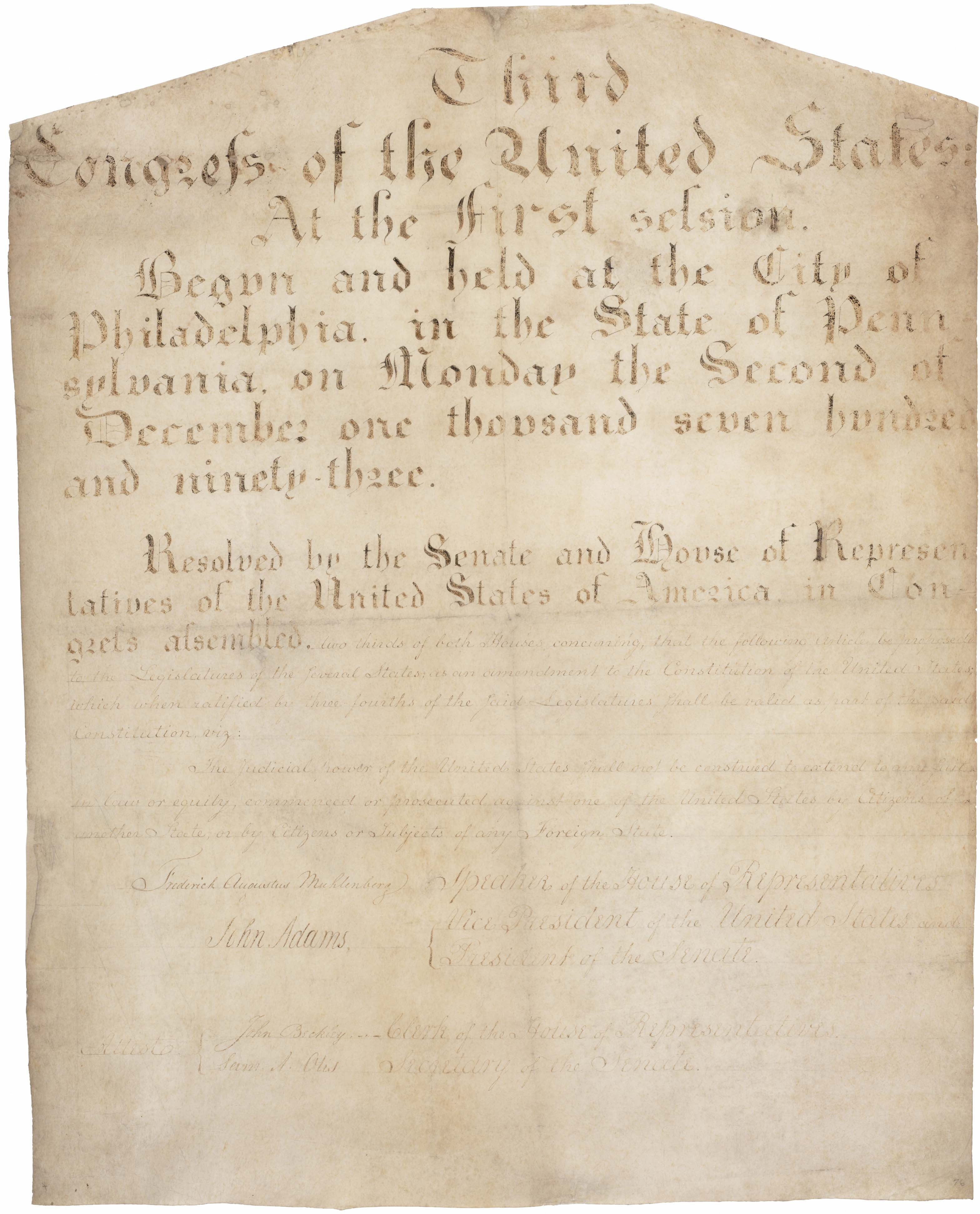
Texte du XIe amendement.

Le 11e amendement de la Constitution des États-Unis traite de l'immunité souveraine de chaque État. Il est adopté par le Congrès le 4 mars 1794 et ratifié le 7 février 1795. Cet amendement a été adopté pour contrecarrer l'arrêt Chisholm v. Géorgie de la Cour suprême des États-Unis.

## Texte
Le texte du onzième amendement est le suivant :
« The Judicial power of the United States shall not be construed to extend to any suit in law or equity, commenced or prosecuted against one of the United States by Citizens of another State, or by Citizens or Subjects of any Foreign State. »
« Le pouvoir judiciaire des États-Unis ne peut mener aucun procès civil ou en équité à l'encontre de l'un des États des États-Unis intenté par un citoyen d'un autre État, ou par des citoyens ou sujets d'États étrangers. »

## Histoire
Le XIe amendement à la Constitution des États-Unis fut le premier amendement constitutionnel après l'adoption du Bill of Rights. Il  a été adopté après l'arrêt Chisholm v. Georgia (1793) de la Cour suprême des États-Unis.
Dans Chisholm, la Cour affirme que les cours fédérales ont l'autorité pour juger en common law ou en equity des plaintes de citoyens à l'encontre des États, et que ces États ne peuvent bénéficier de l'immunité souveraine (sovereign immunity) dans des procès intentés par des citoyens d'autres États des États-Unis devant des tribunaux fédéraux. Ainsi, l'amendement clarifiait l'article III, section 2 de la Constitution des États-Unis qui donnait à diverses juridictions le droit de juger les cas « entre un État et des citoyens d'un autre État ».
Le texte de l'amendement ne mentionne pas les poursuites à l'encontre d'un État intentées par ses propres citoyens. Cependant, dans Hans v. Louisiana (1890), la Cour suprême des États-Unis affirme que l'amendement reflète un principe plus large d'immunité souveraine. C'est ce qu'écrit pour l'opinion majoritaire le juge Anthony Kennedy lors de l'arrêt Alden v. Maine (1999), :

« Sovereign immunity derives not from the Eleventh Amendment but from the structure of the original Constitution itself....Nor can we conclude that the specific Article I powers delegated to Congress necessarily include, by virtue of the Necessary and Proper Clause or otherwise, the incidental authority to subject the States to private suits as a means of achieving objectives otherwise within the scope of the enumerated powers. »

Rédigeant pour la minorité dissidente dans Alden, le juge David Souter explique que les États ont perdu leur immunité souveraine lorsqu'ils ont ratifié la constitution des États-Unis. Les juges de l'opinion dissidente lisent le texte de l'amendement comme reflétant une forme restreinte de l'immunité souveraine qui empêche les cours fédérales de juger ces poursuites en appel. Ils concluent que les États ne sont pas protégés des poursuites des citoyens ni par le XIe amendement ni par la constitution en général.

## Proposition et ratification
Le XIe amendement à la Constitution des États-Unis fut proposés aux législatures des différents États par le congrès des États-Unis le 4 mars 1794. L'amendement fut adopté le 7 février 1795 quand la Caroline du Nord ratifia l'amendement. Les dates de ratifications étaient :
1. New York (27 mars 1794)
2. Rhode Island (31 mars 1794)
3. Connecticut (8 mai 1794)
4. New Hampshire (16 juin 1794)
5. Massachusetts (26 juin 1794)
6. Vermont (9 novembre 1794)
7. Virginie (18 novembre 1794)
8. Géorgie (29 novembre 1794)
9. Kentucky (7 décembre 1794)
10. Maryland (26 décembre 1794)
11. Delaware (23 janvier 1795)
12. Caroline du Nord (7 février 1795)

La ratification a été complètée le 17 février 1795. L'amendement a ensuite été ratifié par:
1. Caroline du Sud (4 décembre 1797)

Les États suivants n'ont jamais ratifié l'amendement :
1. New Jersey
2. Pennsylvanie